# Abdullah Ensour
Abdullah Ensour (in arabo عبد الله النسور ‎?, ʿAbd Allāh al-Nasūr; al-Salt, 20 gennaio 1939) è un politico giordano.
Dall'ottobre 2012 al maggio 2016 è stato Primo ministro del Regno Hascemita di Giordania.

## Onorificenze
- Ordine Supremo del Rinascimento Wissam al-nahḍa
- Medaglia Istiqlal di Primo Ordine[1][2]
- Stella (Kawkab) di Primo Ordine[1]
- Ordine nazionale della Legion d'onore[3]